# Simon Kochen
Simon Bernhard Kochen (Antwerpen, 1934) és un matemàtic americà que treballa en el camp de teoria de models, en teoria de nombres i en mecànica quàntica. Des del 1967 ha estat membre del Departament de Matemàtiques de Princeton. Va dirigir el departament durant els anys 1989-92 i va aconseguir el Henry Burchard Fine Professor en matemàtiques el 1994. El 1967 va ser guardonat, juntament amb James Ax, amb el Premi Frank Nelson Cole per una sèrie de tres articles sobre problemes Diophantinos referents a tècniques p-adic. El 1967 Kochen i Ernst Specker van descobrir el teorema de Kochen-Speacker en mecànica quàntica. Es tracta d'un teorema fonamental a l'hora de decidir certes posicions cientifico-filosòfiques en la interpretació i revisió dels principis que regeixen la naturalesa. El 2004 Kochen i John Horton Conway van anunciar el teorema de la lliure voluntat. El teorema afirma que si nosaltres tenim un cert grau de lliure albir, llavors, tenint en compte certes assumpcions, també en tenen algunes partícules elementals.